# Richard Paulick

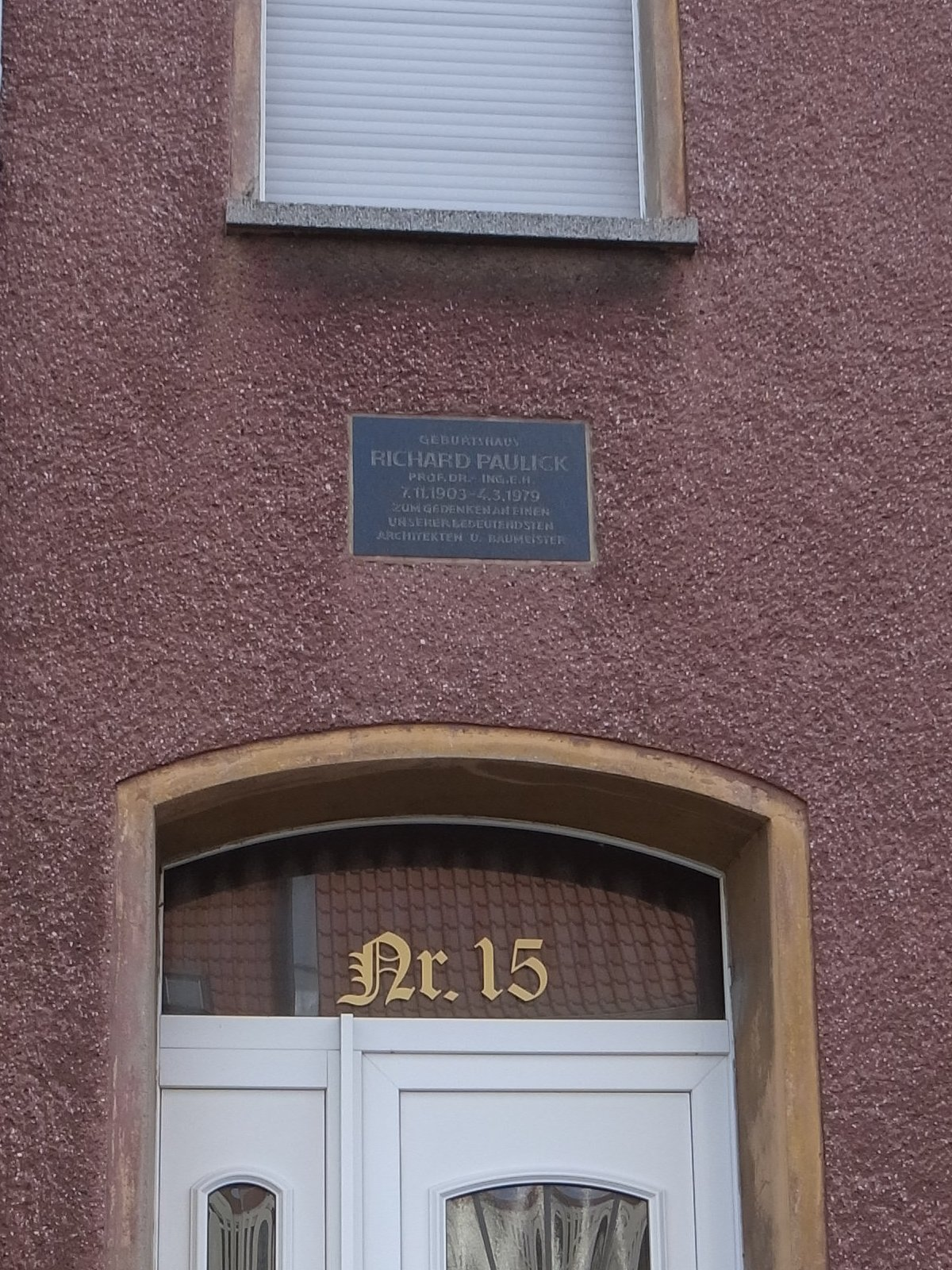
Maison natale à Roßlau.

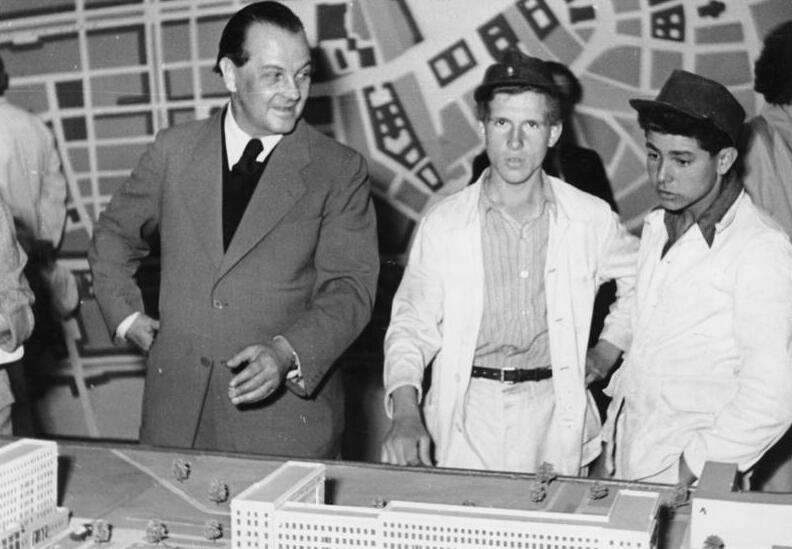
Richard Paulick (à gauche) 1952 devant un modèle de la Stalinallee.

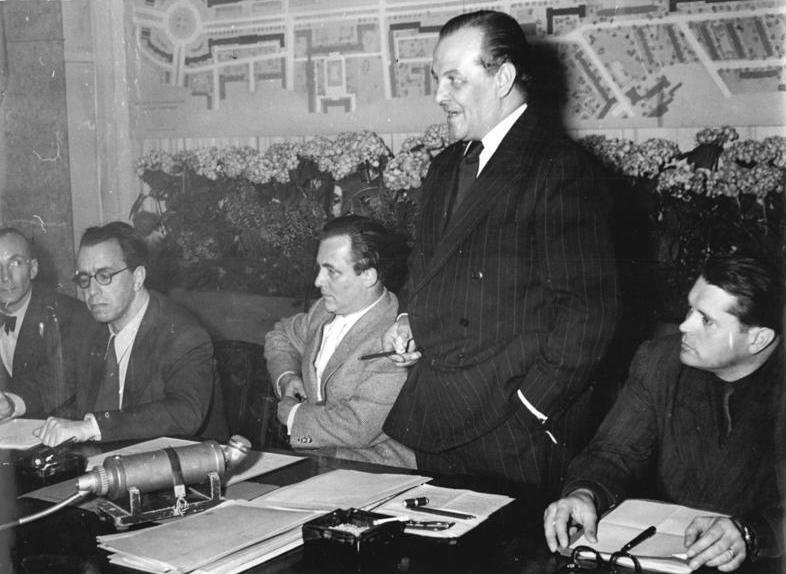
Richard Paulick, responsable de l'organisation du grand chantier Stalinallee (4ème à gauche ou debout) avec Kurt Liebknecht, président de la German Building Academy (DBA) (2e à gauche) et Hermann Henselmann, architecte en chef à Berlin-Est, participant le 8 avril 1952 à la conférence de presse de la DBA sur la refonte de la Stalinallee.

Richard Paulick (7 novembre 1903 à Roßlau - 4 mars 1979 à Berlin-Est) était un architecte allemand.

## Biographie
Richard Paulick est le fils d'un fabricant de porcelaine et fonctionnaire du SPD, Richard Paulick. Après des études à Dresde et à Berlin, il intègre le Bauhaus de Dessau où il travaille, entre autres, avec Georg Muche. De 1927 à 1928, Paulick est l'assistant de Walter Gropius au Bauhaus de Dessau. À partir de 1930, il dirige son propre bureau d'architecture à Berlin. 
Homme politique actif, il fut membre du SPD qu'il dirige avec son ami Rudolf Hamburger. Il doit émigrer en 1933, les nazis ayant interdit le Bauhaus qu'ils qualifient de "Bolchevisme culturel". Paulick vit à Shanghai jusqu'en 1949, où il travaille comme planificateur et où il ouvre un bureau d'architecte. En 1940, il est nommé professeur à l'Université Saint John de Shanghai et devint ensuite chef du bureau de planification de la ville. Après la création de la République populaire de Chine en 1949, il quitte Shanghai. 
Après son retour de Chine, Paulick s'installa en Allemagne de l'Est. Il restaure de nombreux édifices détruits pendant les bombardements de 1945. 
Dans les années 1950, il participe au concours d'architecture de la Stalinallee. Sa contribution a porté sur la section C. En tant que chef de département à l'Institut de construction de Berlin, il était responsable de l'organisation du site de construction. Il a également conçu les réverbères à deux et quatre bras qui sont l'image de l'établissement. Il a aménagé un penthouse dans le bloc C, pour un usage privé, dont l'équipement fut pendant un certain temps répertorié.
En 1951, un projet de Paulick prévoit la construction du Forum Marx-Engels à Berlin, un bâtiment gouvernemental de 30 000 mètres carrés. À cette fin, il était prévu de démolir le château des Hohenzollern. Le projet figurait au programme de Erich Honecker en 1971, mais a ensuite été abandonné en faveur du Palais de la République.
De 1951 à 1955, il reconstruit dans le style classique le bâtiment qui servait de magasin de décors au Staatsoper Unter den Linden.
Paulick a par la suite contribué de manière significative à la reconstruction du centre historique de Berlin et à la reconstruction de Dresde. Il a dirigé le bureau de modélisation et d'expérimentation de la Bauakademie allemande à Berlin où il fut professeur. À partir de 1957, il est premier architecte en chef et chef du bureau de construction de Hoyerswerda. Il dirigea à partir de 1963 la planification de la ville des travailleurs de la chimie, Halle-Neustadt.

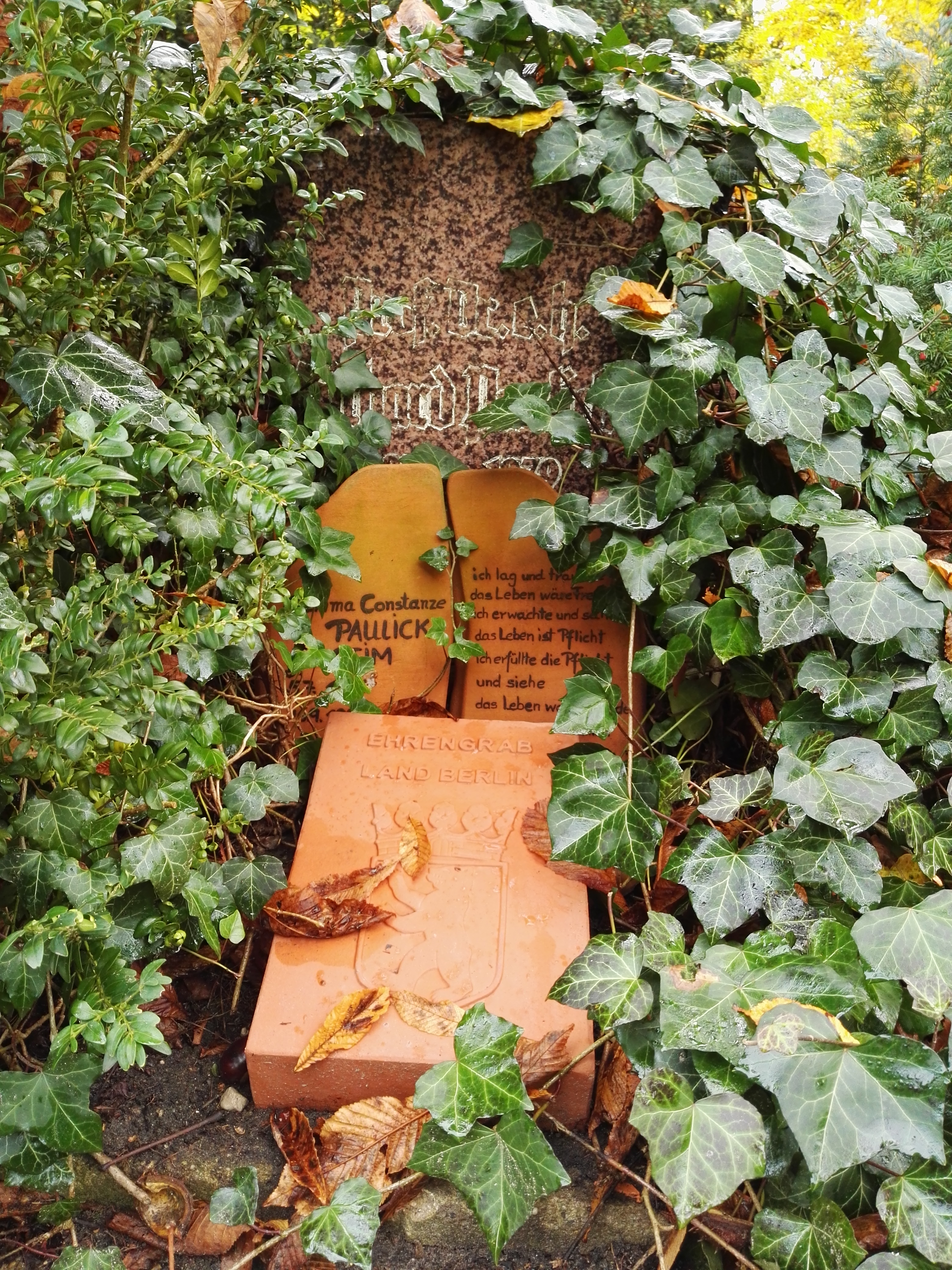
Tombe.

Paulick est décédé en 1979 ; il est enterré dans le cimetière central Friedrichsfelde (champ S 1), sa tombe est une tombe d'honneur de la ville de Berlin.

## Vie privée
Paulick s'est marié avec une institutrice Else Bongers. Sa petite-fille est l'actrice Natascha Paulick.

## Bâtiments et dessins
- 1925-1926 : maison d'acier à Dessau
- 1929-1930 : les garages Kant à Berlin (avec Hermann Zweigenthal)
- 1930-1931 : lotissement DEWOG sur la Heidestraße à Dessau
- 1951 : salle de sport allemande à Berlin (démolie en 1971)
- 1951 : Projet de tour du gouvernement à Berlin (non exécuté)
- 1952 : République des pionniers à Werbellinsee (en)
- 1952-1953 : Immeuble C-North et C-South sur Stalinallee (plus tard Karl-Marx-Allee) à Berlin-Friedrichshain
- 1950-1955 : Reconstruction du Staatsoper Unter den Linden à Berlin
- 1954-1955 : appartement dans la Hildegard-Jadamowitz-Straße à Berlin-Friedrichshain
- 1954-1956 : Conception du Collège des transports de Dresde
- 1962-1964 : Reconstruction du Palais des Princesses à Berlin, Unter den Linden 5
- 1968-1970 : reconstruction et extension du Palais du Kronprinz à Berlin, Unter den Linden 3

## Distinctions

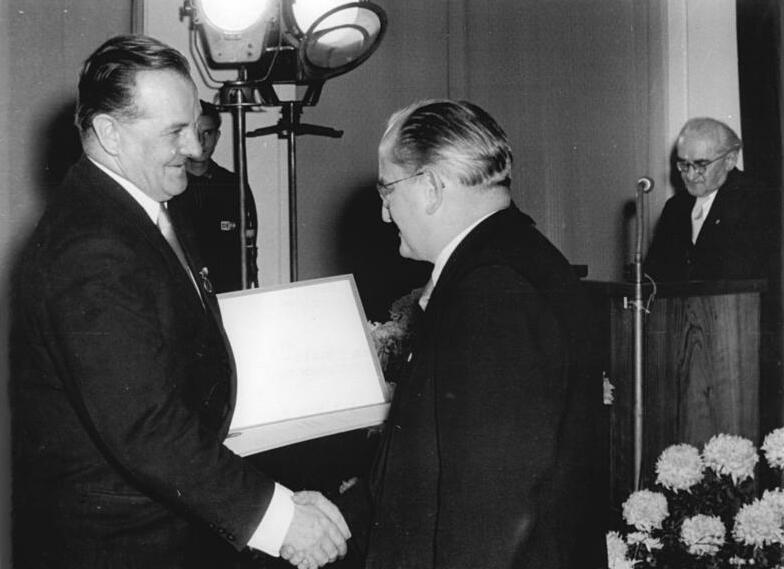
Le 5 octobre 1954, Richard Paulick recevant l'ordre en argent du Mérite patriotique du secrétaire d'État Otto Winzer.

- Prix Goethe de la ville de Berlin, 1951
- Prix national de première classe de RDA dans le collectif des architectes, 1952
- Ordre patriotique du mérite en argent, 1954
- Prix national de la RDA II. Classe dans le collectif, 1956
- Médaille du mérite de la RDA, 1963
- Médaille Johannes-R.-Becher en or, 1967
- Bannière de travail, 1968
- Prix national de troisième classe en collectif, 1969
- Fermoir d'honneur de l'ordre patriotique du mérite en or (1978)

## Commémorations
De la fin 2003 à mars 2004, une exposition eut lieu à Dessau intitulée R. Paulick à Dessau: maison en acier - bureau du travail - règlement des DEWOG dans la maison en acier, une maison pilote conçu par lui et le maître du Bauhaus Georg Muche (1926-1927). Ces trois bâtiments ont été montrés à titre d'exemples représentatifs de son travail en tant qu'étudiant affilié au Bauhaus, en tant qu'employé du bureau de construction Gropius et enfin en tant qu'architecte indépendant. 
En novembre 2003, un colloque de la ville de Roßlau et de la Fondation Bauhaus a eu lieu dans sa ville natale. Ici, l'imbrication complexe et contradictoire de son travail dans les conditions sociales, politiques et économiques de leurs centres et de leurs lieux respectifs était au premier plan. Parmi d'autres, Jörn Düwel a parlé de From Functionalism to Stalinallee.